# Red One
Red One är en amerikansk äventyrs- och komedifilm med jultema från 2024. Filmen är regisserad av Jake Kasdan, efter ett manus skrivet av Chris Morgan och Hiram Garcia.
Filmen hade biopremiär i Sverige den 8 november 2024, utgiven av Warner Bros.

## Handling
Filmen kretsar kring jultomten som blivit kidnappad och bortförd från Nordpolen. Nu måste jultomten hittas och julen räddas.

## Rollista (i urval)
- Dwayne Johnson – Callum Drift
- Chris Evans – Jack O'Malley
- Kiernan Shipka
- Lucy Liu – Jacqueline Frost
- Mary Elizabeth Ellis
- J. K. Simmons – Santa Claus
- Nick Kroll
- Kristofer Hivju – Krampus
- Wesley Kimmel
- Bonnie Hunt – Mrs. Claus
- Jenna Kanell